# Toninia opuntioides
Toninia opuntioides är en lavart som först beskrevs av Dominique Villars, och fick sitt nu gällande namn av Timdal. Toninia opuntioides ingår i släktet Toninia,  och familjen Ramalinaceae.  Arten är reproducerande i Sverige. Inga underarter finns listade.